# Coptis trifoliolata
Coptis trifoliolata är en ranunkelväxtart som först beskrevs av Tomitaro Makino, och fick sitt nu gällande namn av Tomitaro Makino. Coptis trifoliolata ingår i släktet Coptis och familjen ranunkelväxter. Inga underarter finns listade i Catalogue of Life.

## Bildgalleri

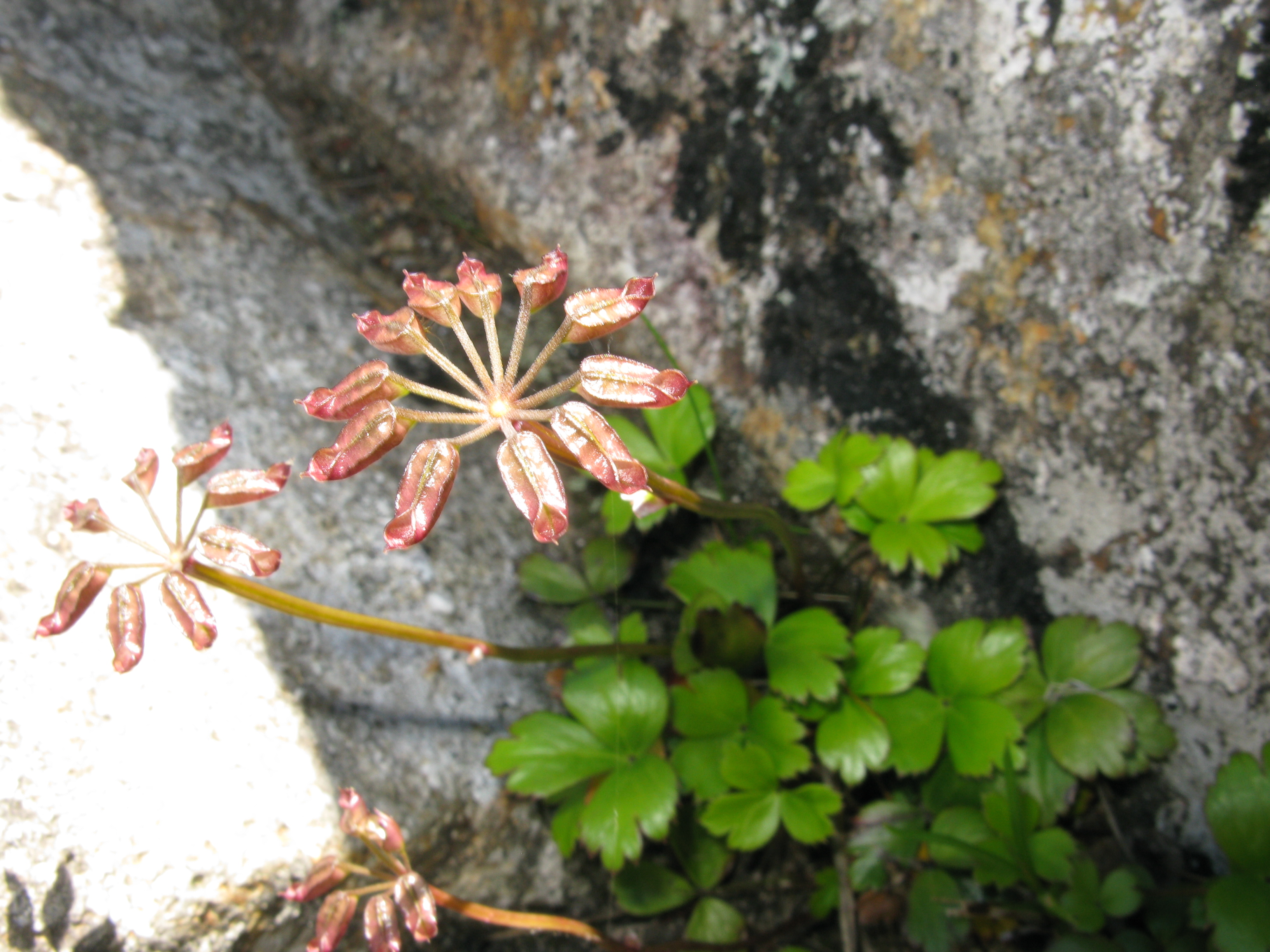
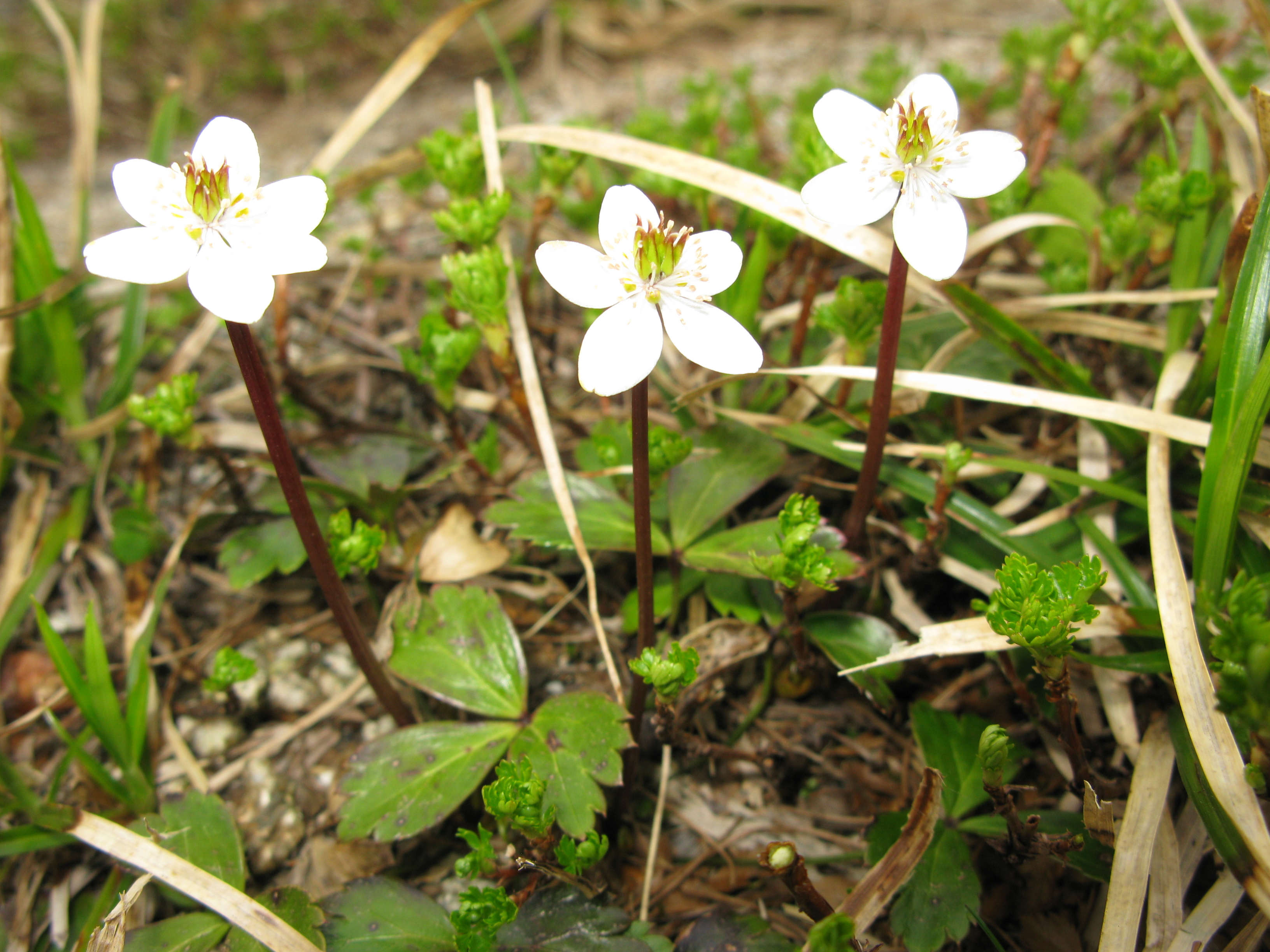
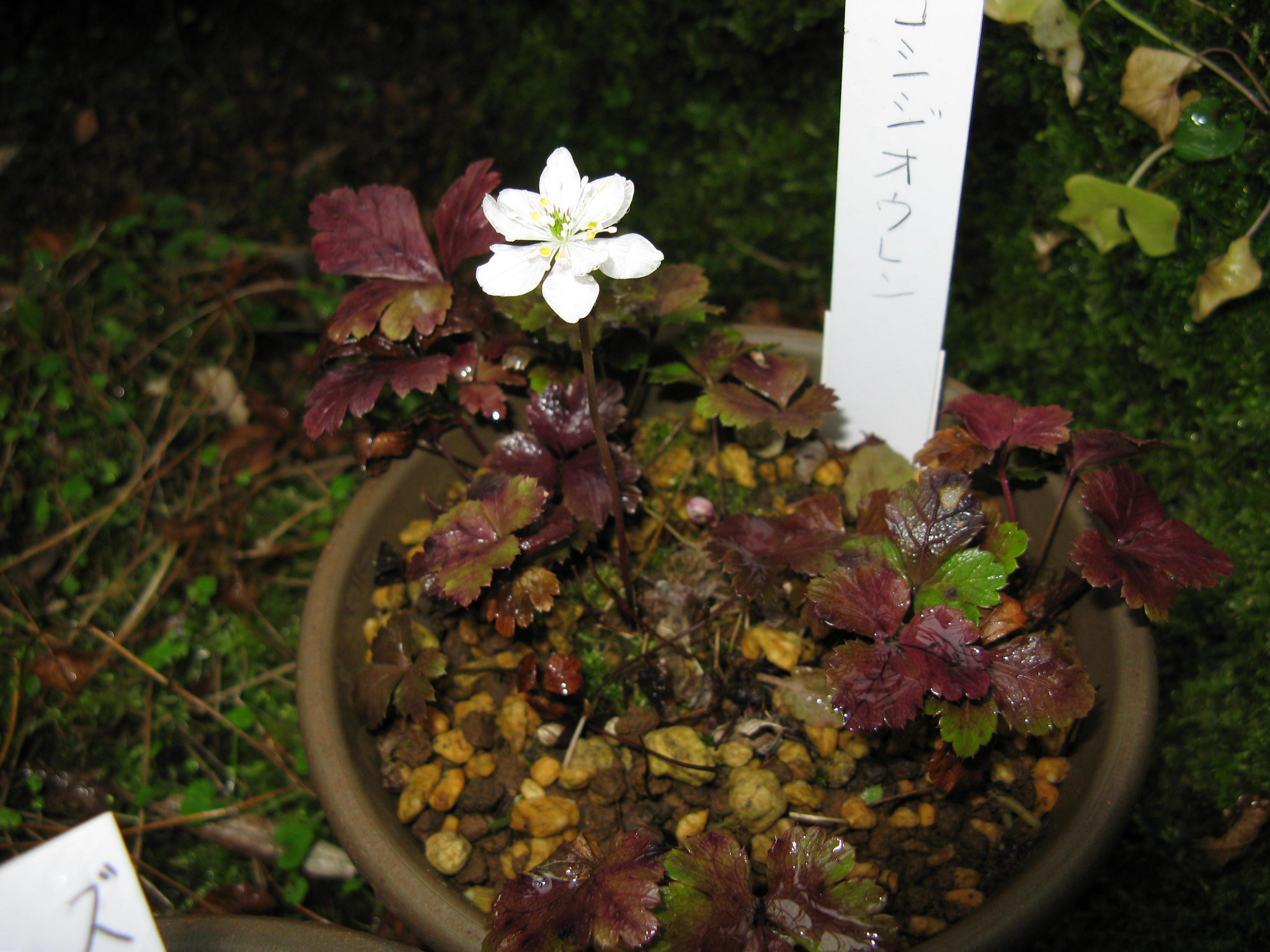